# Saian
Les muntanyes Saian (Саяны, Saiani, en rus; Соёоны нуруу, Soioni nuruu en mongol; Kokmen durant el període dels göktürks) són una serralada entre el nord de Mongòlia i el sud de Sibèria, a Rússia (Buriàtia, oblast d’Irkutsk, Krai de Krasnoiarsk, República de Tuva i Khakàssia) En el passat, va servir com a frontera entre Mongòlia i Rússia.
L'altitud general està entre els 2.000 i els 2.700 metres i la seva composició és de granit i roques metamòrfiques. El pic més alt és el Munkú-Sardik (o Mönkh Saridag en mongol), a 3.492 metres. La flora hi és pobra, però a gran altitud hi ha boscos de làrixs, pins, ginebres i altres arbres. Hi ha espècies dels gèneres rhododendron Berberis i Ribes. Líquens i molses cobreixen gran part de les roques. Segons el tractat de Kiakhta (1727) formaven la frontera entre la Xina i Rússia (a partir de 1911, entre Mongòlia i Rússia). Les muntanyes Saian són l'origen del riu Ienissei, que desemboca a l'Àrtic. Aquesta zona muntanyenca era una zona tancada per la Unió Soviètica des de 1944.

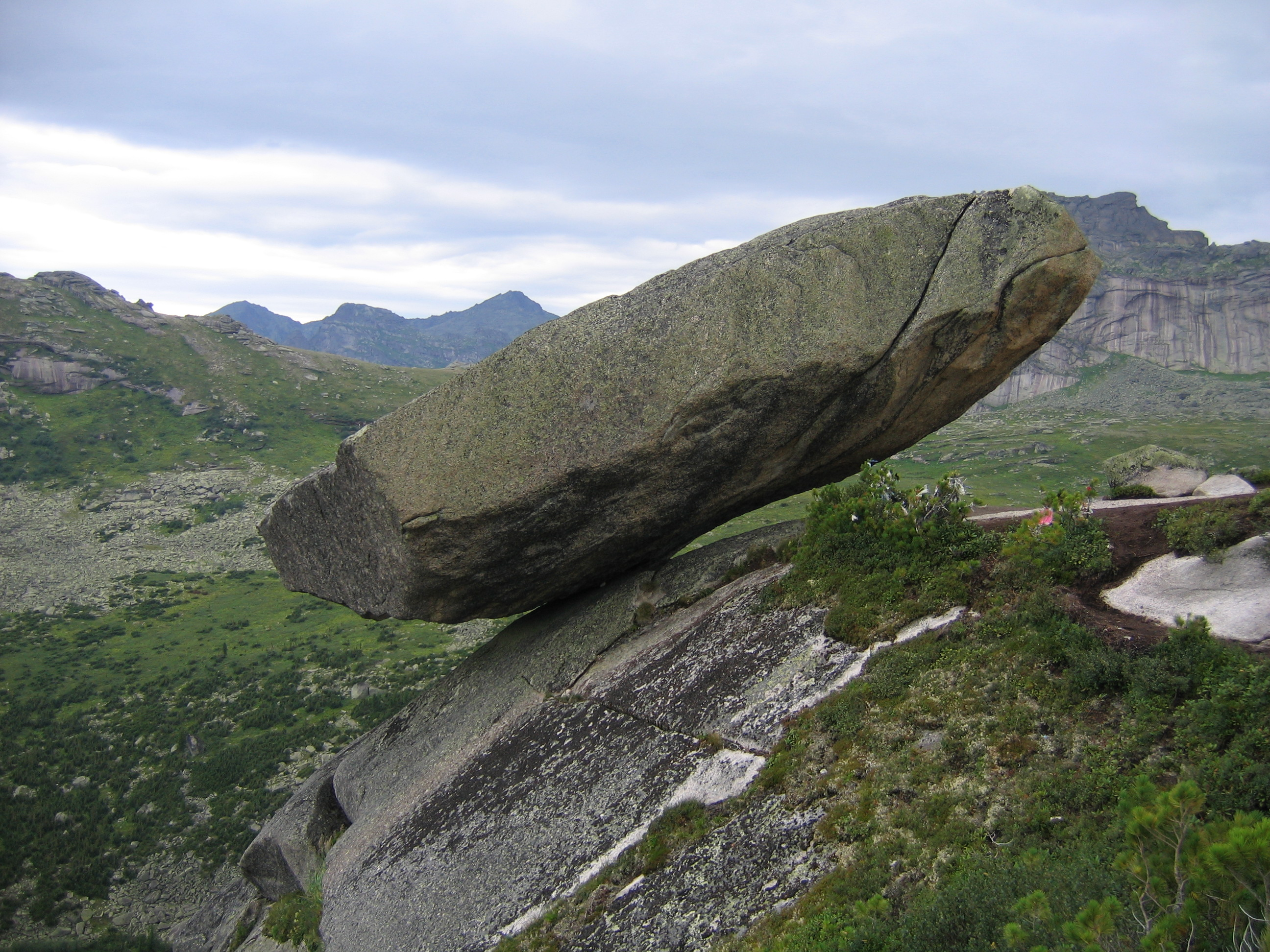
Muntanyes Ergaki, a l'oest de Saian
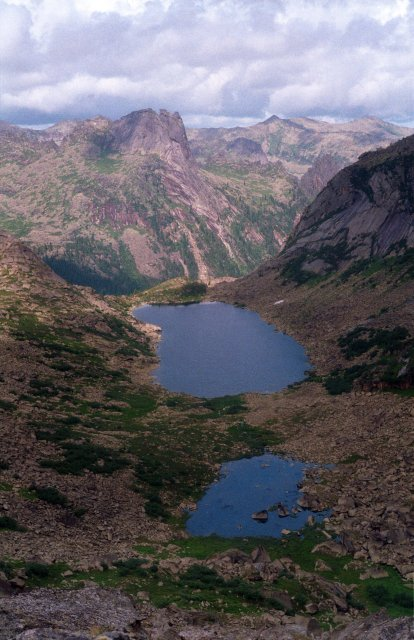
Llac dels esperits a les muntanyes Ergaki

Els alts cims de les muntanyes Sayan i els llacs frescos al sud-oest de Tuvà donen lloc als afluents que es fusionen per convertir-se en un dels rius principals de Sibèria, el riu Ienissei, que flueix al nord al llarg de 3.400 quilòmetres fins a l'oceà Àrtic. Aquesta és una àrea protegida i aïllada, que la Unió Soviètica ha mantingut tancada des de 1944.

## Geografia

### Saian occidental

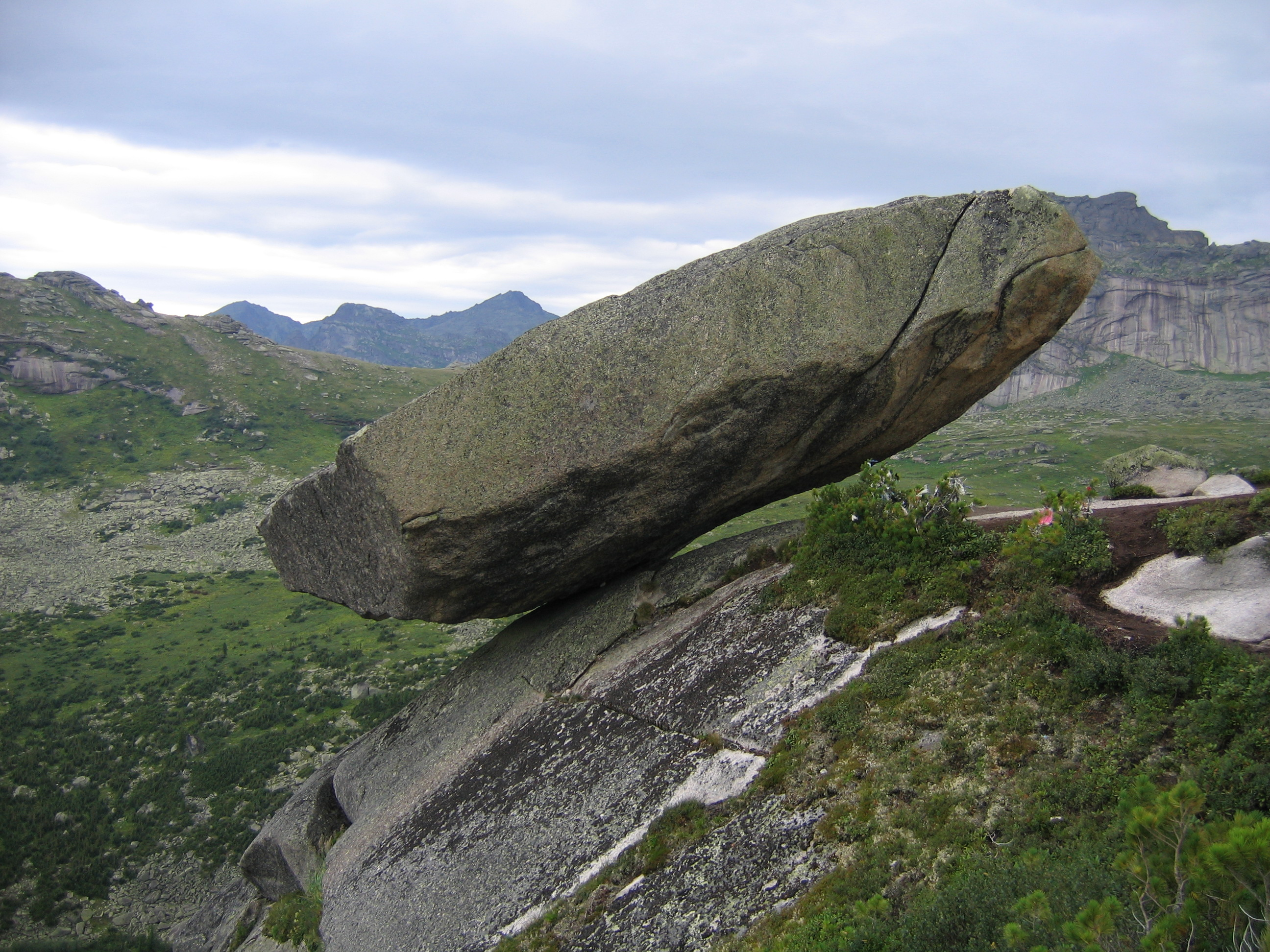
Hanging Rock, Saian occidental, muntanyes Ergaki

A 92° E, el sistema Saian occidental és travessat per Ulug-Khem (rus: Улуг-Хем) o riu Ienissei superior, i a 106°, a l'extrem oriental, acaba per sobre de la depressió de la Vall de l'Orkhon-Selengà. S'estén gairebé en angle recte amb el Saian occidental durant 650 km en una direcció aproximadament nord-est/sud-oest entre la serralada Shapshal de l'Altai oriental a l'oest i la serralada Abakan de Kuznetsk Alatau a l'est. Des de l'Altiplà de Mongòlia l'ascens és suau en general, però des de les planes de Sibèria és molt més pendent. La gamma inclou una sèrie de gammes subsidiàries de caràcter alpí, com ara les serres Aradan, Borus, Oy, Kulumys, Mirsky, Kurtushibin, Uyuk, Sheshpir-Taiga, Ergak-Targak-Taiga, Kedran i Nazarovsky. Els cims més importants són el pic Kyzlasov (2.969 m), el pic Aradansky (2.456 m), el Bedelig Golets (2.492 m), el Samzhir (2.402 m), el Borus (2.318 m) i el pic Zvezdny (2.265 m).
Entre la bretxa del Ienisei i el llac Khövsgöl a 100° 30′ E. el sistema també porta el nom de Yerghik-Taiga. La flora és en general pobre, encara que les comarques més altes presenten bons boscos de làrix, pi, juniperus, bedoll i alnus, amb rododendres i espècies de berberis i riber. Els líquens i les molses vesteixen molts dels blocs que es troben escampats pels vessants superiors.

### Saian oriental
El Saian oriental s'estén gairebé en angle recte amb el Saian occidental durant 1000 km en direcció nord-oest/sud-est, des del Yenisei fins a la serralada d'Angara. Algunes subcategories del nord-oest formen un sistema de "muntanyes blanques" (Белогорье) o "Belki", com Manskoye Belogorye, Kanskoye Belogorye, Kuturchinskoye Belogorye, així com Agul Belki (Агульские Белки), amb cims de neu permanents. A la part central, cap al curs superior dels rius Kazyr i Kizir, diverses carenes, com la serralada de Kryzhin, formen un cúmul que culmina als 2.982 m del pic Grandiozny, el punt més alt del Krai de Krasnoyarsk.
Al sud-est s'eleven les subserralles més altes i remotes, incloent-hi la serralada olshoy Saian i Kropotkin, així com muntanyes tipus "Goltsy", com la Tunka Goltsy, Kitoy Goltsy, i Botogolsky Goltsy, entre d'altres. El punt més alt del Saian oriental, així com el punt més alt de tot el sistema Saian, 3.491 m d'alt Munku-Sardyk, es troba a la serralada del mateix nom en aquesta zona. Les muntanyes del Saian oriental presenten de manera característica formes de relleu alpí. En general, els rius que baixen de les serres formen congostos i hi ha abundància de cascades a la zona.

### Rius
Els rius de les Muntanyes Saian tenen un subministrament mixt de neu i pluja, i pertanyen a la conca del Ienisei, les fonts del qual són els rius de muntanya gran Ienisei (Biy-Khem) i petit Ienissei (Kaa-Khem). Biy-Khem es considera la font principal del Ienisei. Comença en el Saian Oriental, no gaire lluny del pic de Topògrafs. El riu és molt bell i passa pels llocs gairebé deshabitats de l'est de Sibèria. La longitud de Biy-Khem és de 600 km. La segona font del Ienisei - Kaa-Khem - té una longitud d'uns 500 km, s'origina en el territori de Mongòlia. És possible fer rafting de juny a setembre.

## Període de l'Edat de Gel

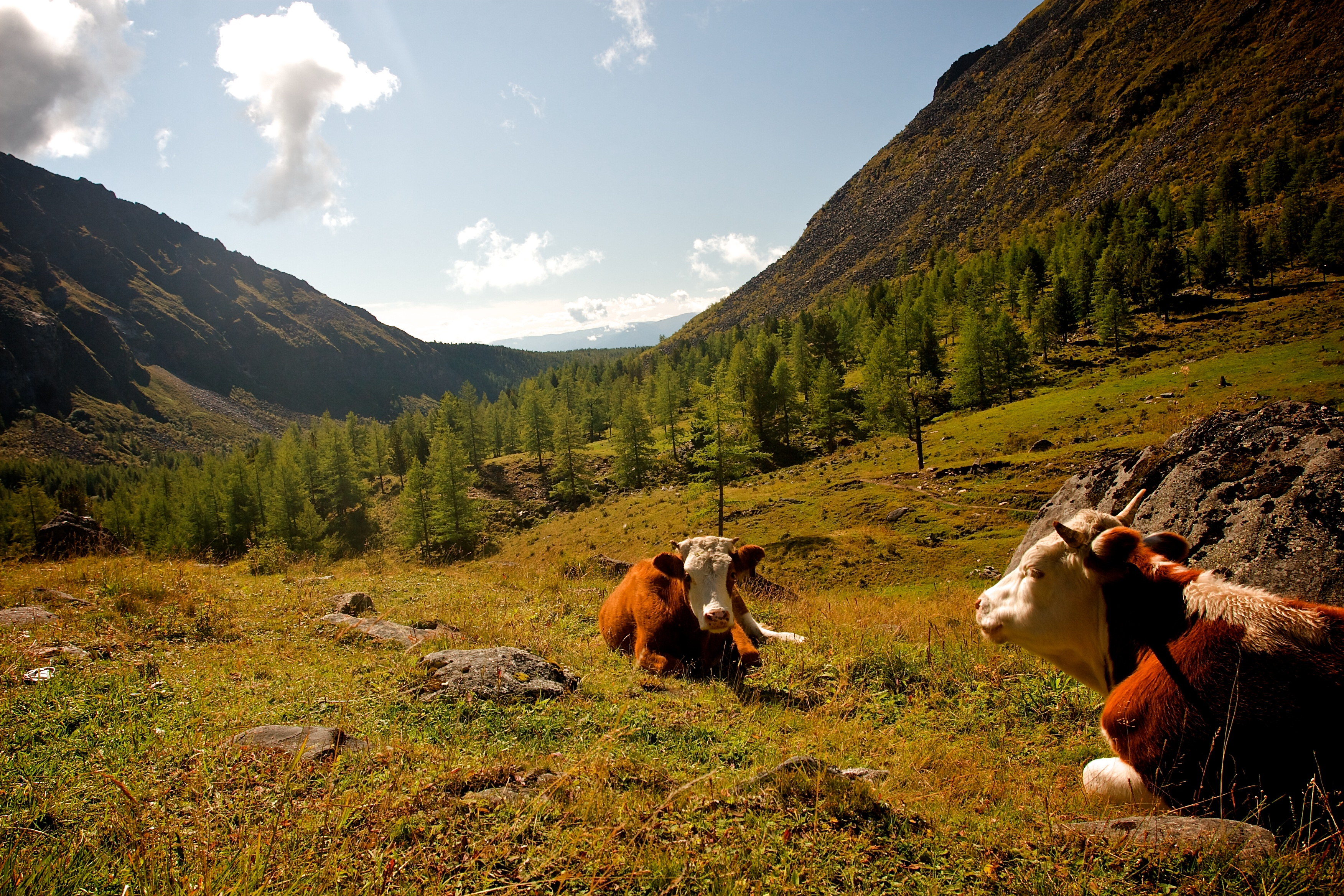
Muntanyes Saian a l'agost.

En aquesta zona que actualment només mostra petites glaceres, en èpoques de glaciacions les glaceres baixaven des del massís Munku Sardyk de 3.492 m d'altura situat a l'oest del llac Baikal i des dels 12.100 km² d'extensió de l'altiplà de granit i gneis completament glaçats (2300 m) de les muntanyes Saian Orientals, així com dels cims de 2600 - 3110 m d'altura connectades a l'est a la vall de Tunkinskaia Dolina, unint-se a una glacera mare d'uns 30 km d'ample. La seva llengua glacial, que baixava cap a l'est, cap al llac Baikal, acabava a 500 m d'altitud (51°48'28.98 "N/103°0'29.86 "E). Les muntanyes de Khamar Daven estaven cobertes per una capa de gel a gran escala que emplenava el relleu de la vall. Des de les seves capçaleres de vall, per exemple la vall superior de Slujanka (51°32'N/103°37'E), però també a través de valls paral·leles com la vall de Snirsdaja, les glaceres de sortida fluïen cap al nord fins al llac Baikal. La glacera de sortida de la vall de Snirsdaja s'ha desprès, entre altres glaceres de sortida, a uns 400 m sobre el nivell del mar en el llac Baikal (51°27'N/104°51'E). La línia de neu glacial (ELA) com a límit d'altitud entre la zona d'alimentació de la glacera i la zona d'ablació ha corregut en aquestes muntanyes entre 1450 i 1250 msnm. Això correspon a una depressió de la línia de neu de 1500 m enfront de l'altura actual de la línia de neu. Amb una precipitació comparable, en podria resultar una depressió glacial de la temperatura mitjana anual de 7,5 a 9 °C per a l'Última Edat de Gel enfront de l'actual.

## Orígens de la cria de rens

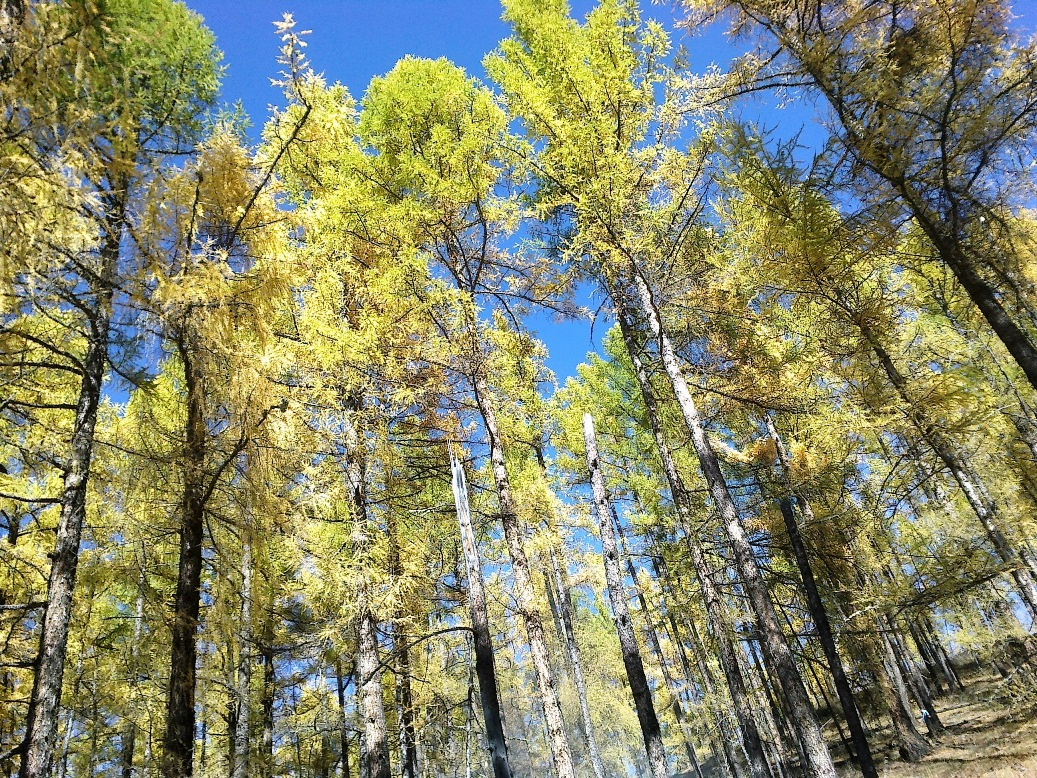
Bosc de tardor a les muntanyes orientals de Saian, Buriàtia, Rússia.

Segons Sev'yan I. Vainshtein, la ramaderia de rens Saian, tal com la practiquen històricament els Evenkis, és "la forma més antiga de ramaderia de rens i està associada amb la domesticació més antiga dels rens per part de la població de taigà samoiedica de les muntanyes Saian al torn del primer mil·lenni dC".
Aparentment, la regió de Saian va ser l'origen del complex econòmic i cultural de caçadors-pastors de rens que ara veiem entre els diversos grups evenkis i els pobles de la zona de Saian.
Els avantpassats dels grups Evenkis moderns van habitar zones adjacents a les muntanyes Saian, i és molt probable que participessin en el procés de domesticació dels rens juntament amb la població samoieda." Els grups indígenes locals que han conservat el seu estil de vida tradicional avui dia viuen gairebé exclusivament a la zona de les muntanyes orientals de Saian. No obstant això, les comunitats locals de ramat de rens es van veure molt afectades per la russificació i la sovietització, amb molts evenkis que van perdre el seu estil de vida tradicional i grups com els pobles Mator i Kamas van ser assimilats per complet.
Segons Juha Janhunen, i altres lingüistes, la pàtria de les llengües uralianes es troba al centre-sud de Sibèria a la regió de les muntanyes Saian. Mentrestant, el turkòleg Peter Benjamin Golden localitza l'Urheimat prototúrquic a la zona de taigà meridional - estepa de la regió de Siaan-Altai. Alternativament, la pàtria proto-uralica es troba més a l'oest (per exemple, a la regió del Volga - Kama), mentre que la pàtria prototúrquica es troba més a l'est (per exemple, "a la franja sud del [cinturó verd d'Eurasia del nord] al nord-est asiàtic)… prop de l'est de Mongòlia").

## Flora
Gairebé a tot arreu en el Saian, prevalen boscos foscos d'avets, cedre siberià Pi de Sibèria) i avets de taigà, que s'eleven en les parts occidental i central a altituds de 1500-1800 m i més; Els boscos lleugers de larix i cedre formen el límit superior del bosc a altituds de 2000-2500 m. Els paisatges alpins situats per sobre del límit del bosc es caracteritzen per hiverns severs i llargs, estius curts i frescos i vents forts. Està dominat tant per un relleu clarament dentat i definit com per espais anivellats de conques hidrogràfiques coberts de tundra d'arbustos i molsa i liquen, alternant amb extensos rius de pedra gairebé sense vegetació. En àrees més humides, arbustos desenvolupats i prats subalpins, en llocs alts pastures.
A les valls dels rius es fan groselles vermelles i negres, nabius, nabius vermells, maduixes silvestres i gerds.

## Fauna
La fauna és tan variada i rica com el món vegetal. Hi ha nombrosos senders d'animals.
En la taigà i les muntanyes es pot veure óssos (Ursus arctos), llops (Canis lupus), linxs Linx nòrdic, cérvols (Cérvol comú), alcis, cérvol mesquer comú, esquirols, esquirol llistat siberià, llebres, ocotònids (pica). Dels ocells, les més nombroses són el trencanous (Nucifraga caryocatactes), el gaig (Garrulus glandarius), i se sol escoltar al picot, piquituerto (Loxia), barrufet (Pinicola), urogallo (Tetrao urogallus), perdiu (Perdix), el grayling siberià, mentre que en els rius es troben lenok (Brachymystax), molts emmurriïn (Hucho emmurriïn). Els representants típics dels insectes dípters xucladors de sang (mosquits) no són nombrosos aquí, i no es troben a les valls dels rius ben ventilats.

## Poblacions més pròximes
La ciutat amb aeroport més pròxima és Irkutsk. La ciutat més gran que pertany als Sayanes és Krasnoyarsk, en l'extrem nord-oest de l'est de les muntanyes Sayanes.

## Ciència
L'Observatori Solar de Sayan es troba en aquestes muntanyes (51° 37′ 18″ N, 100° 55′ 07″ E / 51.62167°N,100.91861°E) a una altitud de 2.000 metres.